# Gomphrena globosa
Gomphrena globosa és una espècie de planta ornamental originària d'indrets amb clima tropical d'Amèrica Central i Amèrica del Sud, de la família de les amarantàcies. És una planta anual que pot arribar a 90 cm d'alçada.
Es comercialitzen com a plantes ornamentals sota el nom de perpètues, perpetuïnes,  flor de tot l'any o flor de Sant Agustí. Aquests noms fan referència a la llarga durada de la seva inflorescència però la part més visible i que fa goig no són les flors, que són molt menudes i poc aparents, com en totes les amarantàcies, sinó unes bràctees membranoses (fulles modificades) de colors vius que surten a la base de les flors.

## Ús en el Hanal Pixán
La flor d'aquesta planta és molt utilitzada com a element decoratiu a la festa tradicional d'origen maia de la Península de Yucatán, anomenada Hanal Pixán (el "menjar de les ànimes"). Cada color té una simbologia: El color morat de l'"amor seco" (com l'anomenen a Mèxic) s'associa amb la mort i l'inframón.

## Llista de subespècies i varietats
Segons Tropicos (16 de març de 2021) (llista en brut que probablement conté sinònims):
- Gomphrena globosa subsp. africana Stuchlík
- Gomphrena globosa subsp. Mexicana Stuchlík
- Gomphrena globosa var. albiflora Moq.
- Gomphrena globosa var. aureiflora Stuchlík
- Gomphrena globosa var. carnea Moq.

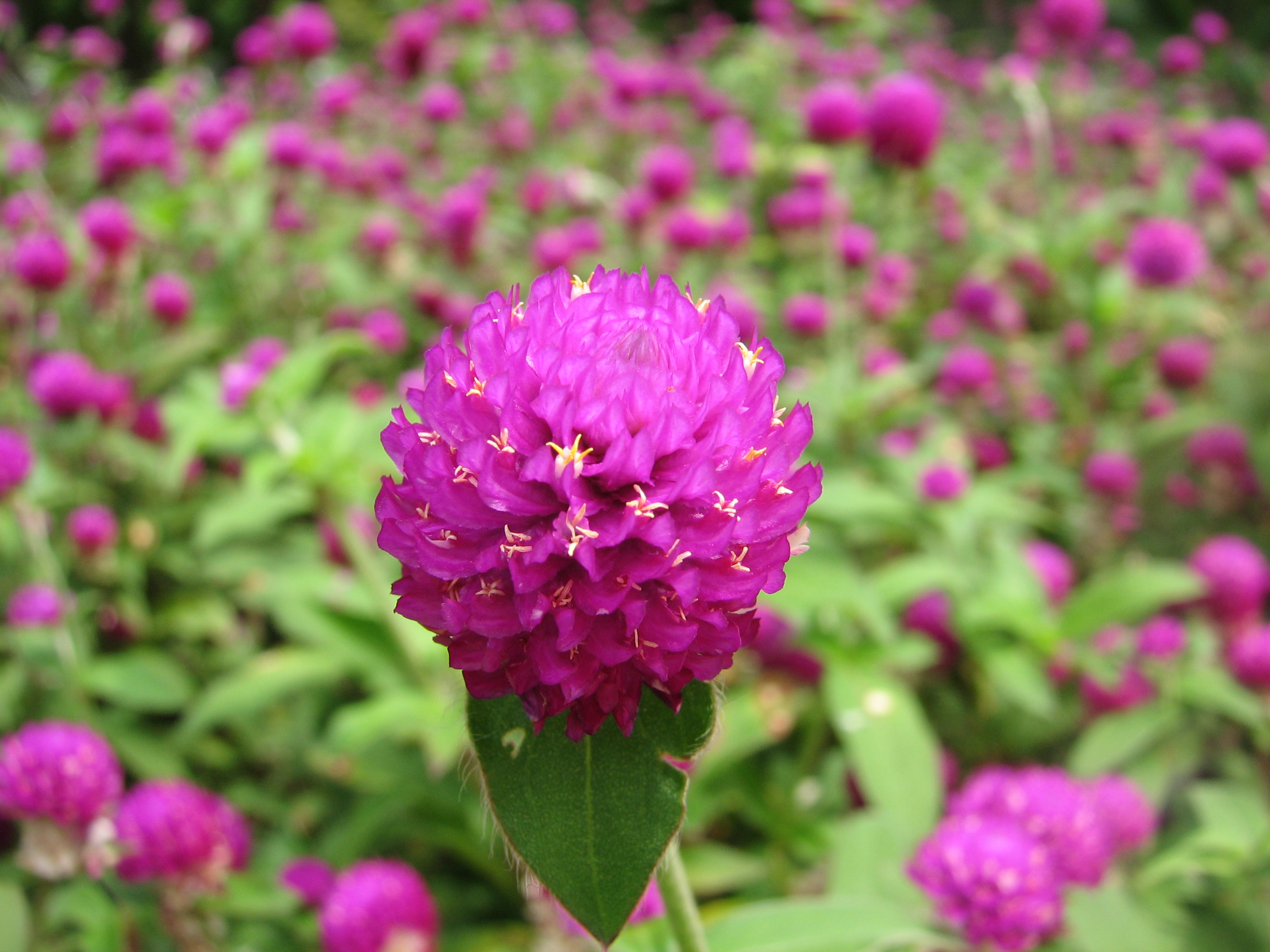
Inflorescència on es veuen les flors menudes